# Saint-Maurice-d'Ételan
Pour les articles homonymes, voir Saint-Maurice.
Saint-Maurice-d'Ételan est une commune française située dans le département de la Seine-Maritime en région Normandie.

## Géographie

### Localisation
|           | Port-Jérôme-sur-Seine  | Norville                 |
| Petiville | Saint-Maurice-d'Ételan |                          |
|           | Aizier Eure            | Seine, Vatteville-la-Rue |

La commune de Saint-Maurice-d'Ételan est située entre Le Havre et Rouen sur la départementale D281, à proximité de la commune de Notre-Dame-de-Gravenchon.
Le village se niche au centre de la première boucle de la Seine et domine une vaste plaine alluvionnaire, le « Marais ».

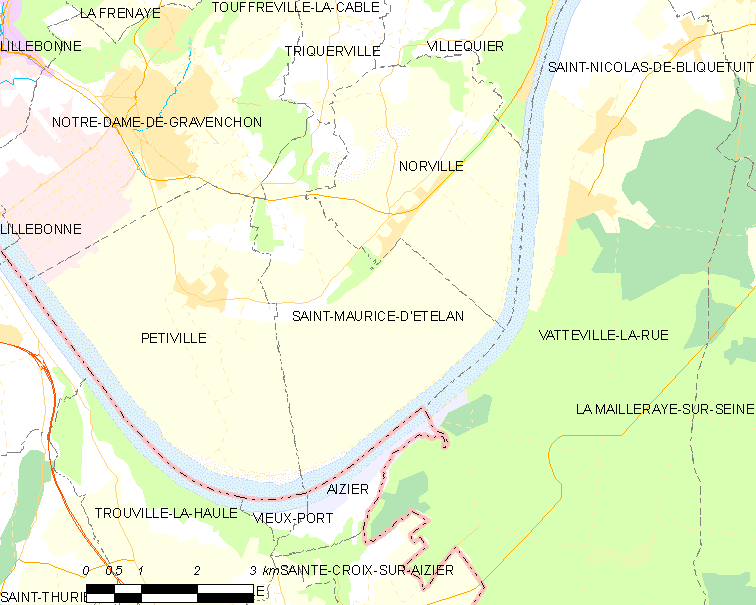
Carte de la commune.
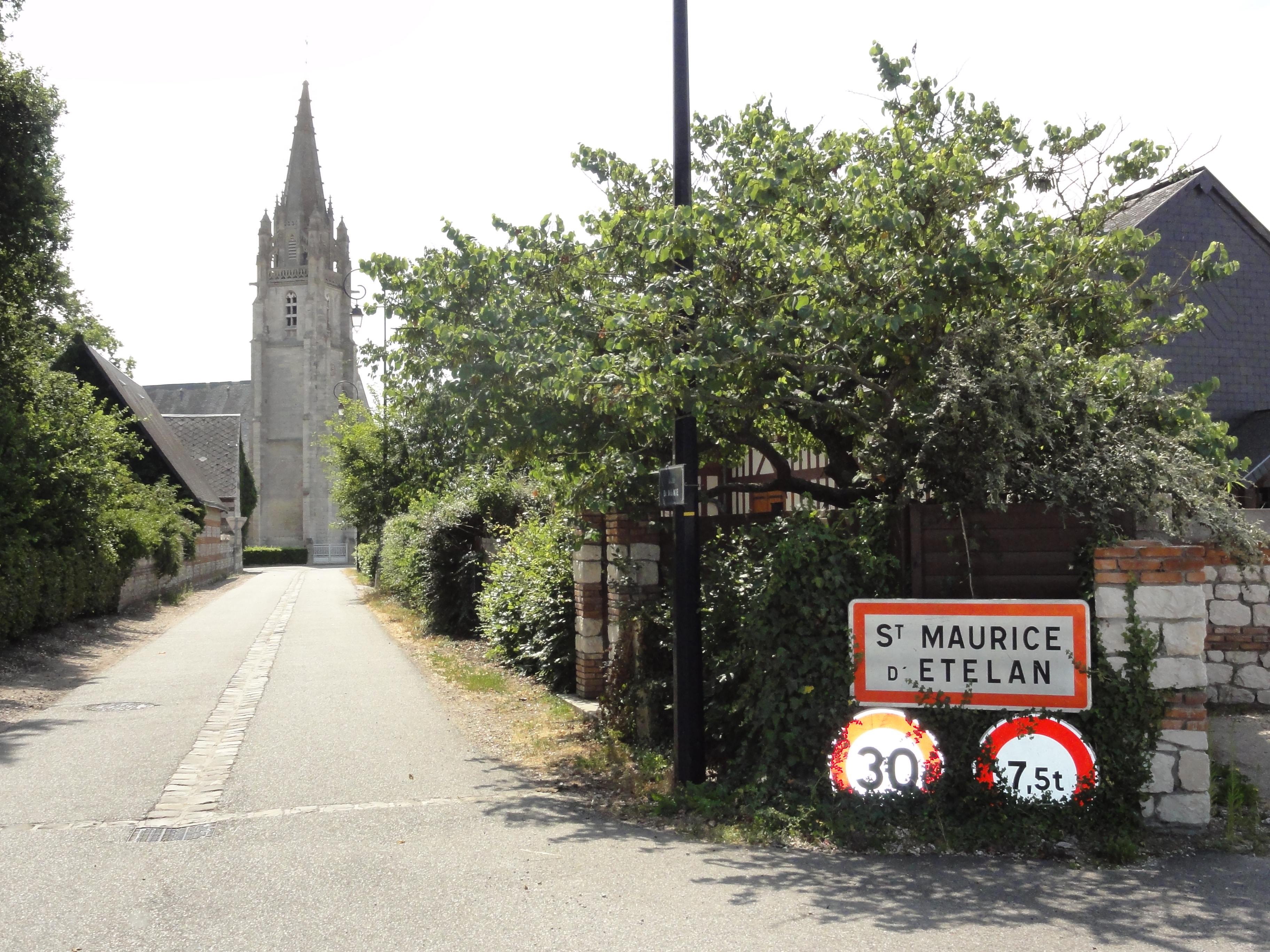
Entrée de Saint-Maurice-d'Ételan.

### Hydrographie
La commune est située dans le bassin Seine-Normandie. Elle est drainée par la Seine, le Hannetot et la Ravine,,.
La Seine, qui prend sa source à Source-Seine, en Côte-d'Or, sur le plateau de Langres, traverse le département avec de larges méandres sur son flanc sud et se jette dans la Manche entre Le Havre et Honfleur. 

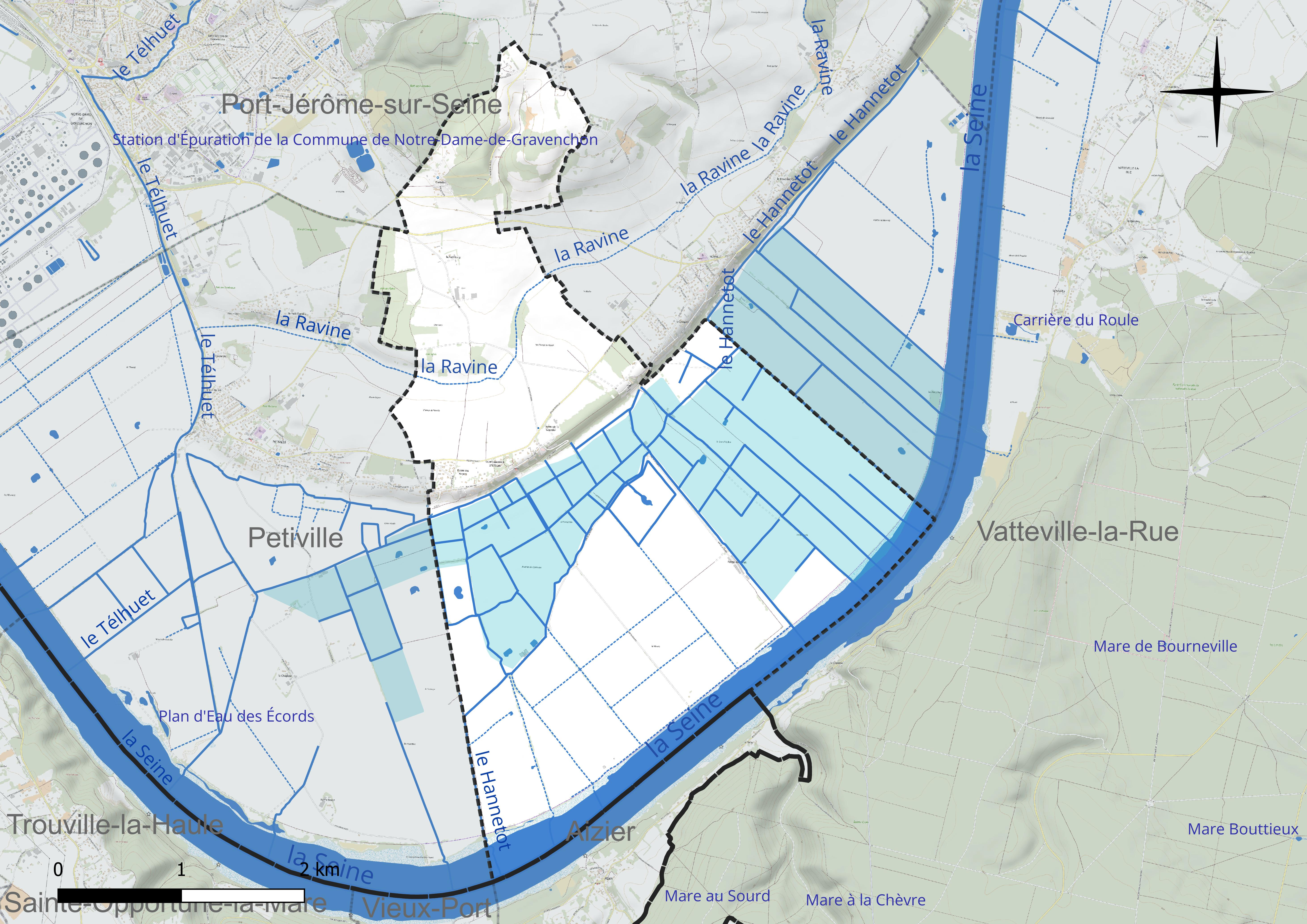
Réseau hydrographique de Saint-Maurice-d'Ételan.

### Climat
Le climat qui caractérise la commune est qualifié, en 2010, de « climat océanique altéré », selon la typologie des climats de la France qui compte alors huit grands types de climats en métropole. En 2020, la commune ressort du même type de climat dans la classification établie par Météo-France, qui ne compte désormais, en première approche, que cinq grands types de climats en métropole. Il s’agit d’une zone de transition entre le climat océanique, le climat de montagne et le climat semi-continental. Les écarts de température entre hiver et été augmentent avec l'éloignement de la mer. La pluviométrie est plus faible qu'en bord de mer, sauf aux abords des reliefs.
Les paramètres climatiques qui ont permis d’établir la typologie de 2010 comportent six variables pour les températures et huit pour les précipitations, dont les valeurs correspondent à la normale 1971-2000. Les sept principales variables caractérisant la commune sont présentées dans l'encadré ci-après.
| Paramètres climatiques communaux sur la période 1971-2000 - Moyenne annuelle de température : 11 °C - Nombre de jours avec une température inférieure à −5 °C : 2,8 j - Nombre de jours avec une température supérieure à 30 °C : 2,3 j - Amplitude thermique annuelle : 13,5 °C - Cumuls annuels de précipitation : 892 mm - Nombre de jours de précipitation en janvier : 12,8 j - Nombre de jours de précipitation en juillet : 8,4 j |

Avec le changement climatique, ces variables ont évolué. Une étude réalisée en 2014 par la Direction générale de l'Énergie et du Climat complétée par des études régionales prévoit en effet que la  température moyenne devrait croître et la pluviométrie moyenne baisser, avec toutefois de fortes variations régionales. Ces changements peuvent être constatés sur la station météorologique de Météo-France la plus proche, « Jumièges », sur la commune de Jumièges, mise en service en 1978 et qui se trouve à 15 km à vol d'oiseau,, où la température moyenne annuelle est de 11,6 °C et la hauteur de précipitations de 844,1 mm pour la période 1981-2010.
Sur la station météorologique historique la plus proche, « Rouen-Boos », sur la commune de Boos, mise en service en 1968 et à 43 km, la température moyenne annuelle évolue de 10,1 °C pour la période 1971-2000 à 10,5 °C pour 1981-2010, puis à 11 °C pour 1991-2020.

### Milieux naturels et biodiversité
La commune fait partie du parc naturel régional des Boucles de la Seine normande.

## Urbanisme

### Typologie
Au 1er janvier 2024, Saint-Maurice-d'Ételan est catégorisée commune rurale à habitat dispersé, selon la nouvelle grille communale de densité à sept niveaux définie par l'Insee en 2022.
Elle est située hors unité urbaine et hors attraction des villes,.

### Occupation des sols
L'occupation des sols de la commune, telle qu'elle ressort de la base de données européenne d’occupation biophysique des sols Corine Land Cover (CLC), est marquée par l'importance des territoires agricoles (85,7 % en 2018), une proportion sensiblement équivalente à celle de 1990 (85,5 %). La répartition détaillée en 2018 est la suivante : 
terres arables (73,9 %), eaux continentales (7,7 %), prairies (6,8 %), forêts (6,6 %), zones agricoles hétérogènes (5 %). L'évolution de l’occupation des sols de la commune et de ses infrastructures peut être observée sur les différentes représentations cartographiques du territoire : la carte de Cassini (XVIIIe siècle), la carte d'état-major (1820-1866) et les cartes ou photos aériennes de l'IGN pour la période actuelle (1950 à aujourd'hui).

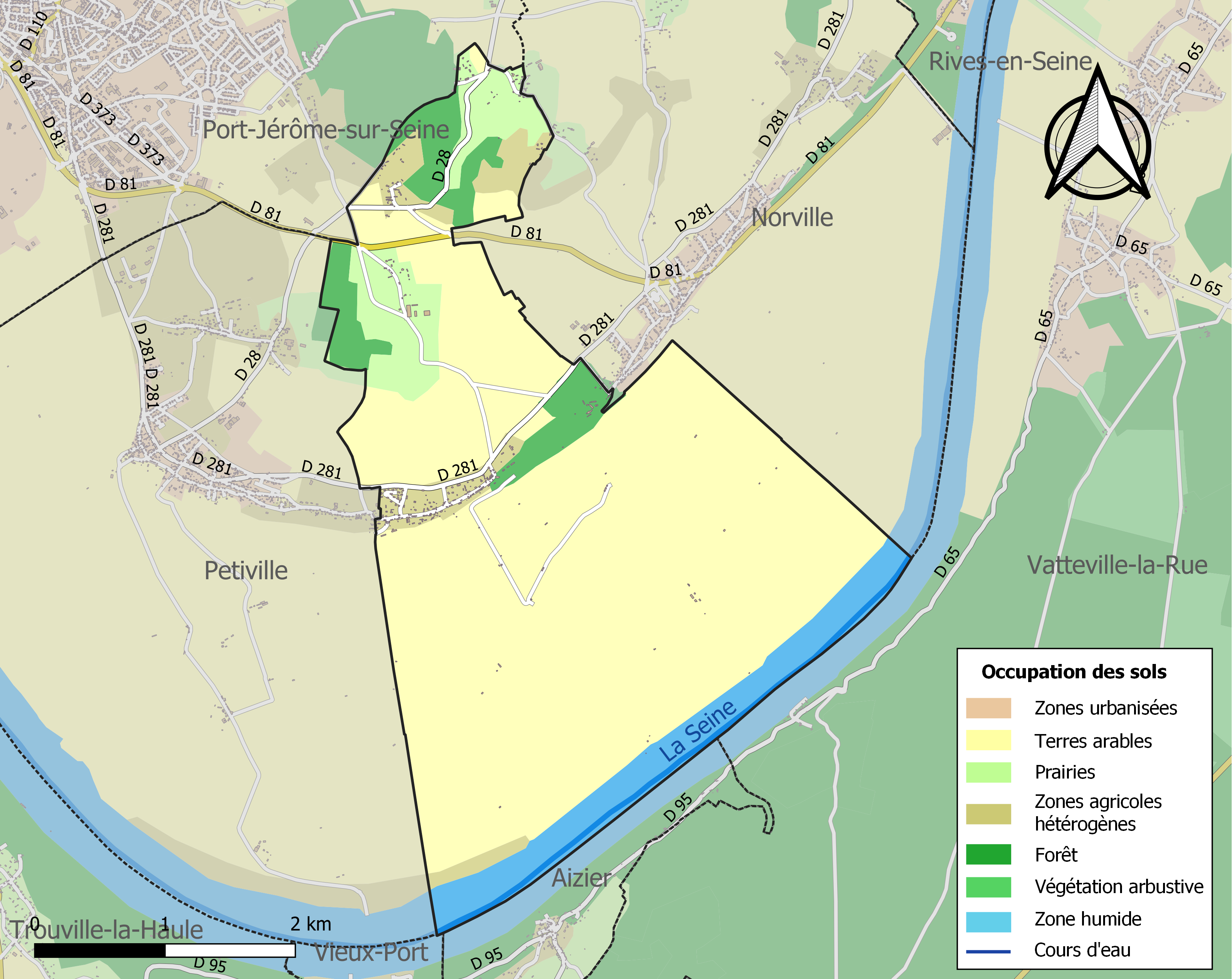
Carte des infrastructures et de l'occupation des sols de la commune en 2018 (CLC).

## Toponymie
Le nom de la localité est attesté sous les formes ecclesiam Sancti Mauricii vers 1150, Esteilant entre 1050 et 1066, Sanctum Mauritium de Parvavilla en 1177, Ecclesiam de Parvavilla avant 1189, Ecclesie Sancti Mauricii de Parvavilla au XIIe siècle, Ecclesia Sancti Mauricii de Parva villa en 1202, Saint Maurice d'Estelenc en 1715, Saint Maurice d'Estelenc ou d'Estelan en 1738, Saint Maurice d'Etelan en 1757.
L'hagiotoponyme, Saint-Maurice, fait référence à Maurice d'Agaune.
Dan Ételan, on reconnaît l'élément germanique et norrois land, au sens de « terrain », attesté par ailleurs en Normandie et un autre élément qui pourrait être le vieil anglais stēġili « abrupt, escarpé ». Toponyme vieil anglais typique, contemporain à l'installation des fermiers anglo-scandinaves au Xe siècle en Normandie. Homonymie avec Etelan à Catz (Manche).

## Histoire
Au cours de la Révolution française, la commune porte provisoirement le nom de Maurice-sur-Seine.

## Politique et administration
La commune a été administrée par cinq générations de la famille Bettencourt.
| Période                                  | Période                    | Identité                          | Étiquette | Qualité |
| ---------------------------------------- | -------------------------- | --------------------------------- | --------- | --- |
| Les données manquantes sont à compléter. |                            |                                   |           | |
| 1895                                     |                            | René Berge                        |           | Ingénieur civil Conseiller général de Lillebonne (1893 → 1934) |
| Les données manquantes sont à compléter. |                            |                                   |           | |
| 1936                                     | 1946                       | Victor Bettencourt                |           | Avocat Président de l'Union Catholique de la France Agricole Conseiller général de Lillebonne (1934→ 1940 et 1945 → 1946) Décédé en fonction                                                             |
| 1965                                     | 1989                       | André Bettencourt                 | RI        | Administrateur de société, fils du précédent Député de la Seine-Maritime (1973 → 1977) Sénateur de la Seine-Maritime (1977 → 1995) Conseiller général de Lillebonne (1947 → 1979) Ministre (1968 → 1973) |
| 2001                                     | 2008                       | Claude Herambourg                 | SE        | |
| mars 2008                                | En cours (au 10 août 2020) | Franck de Belloy de Saint-Liénard | SE        | Entrepreneur Réélu pour le mandat 2020-2026, |

## Population et société

### Démographie
L'évolution du nombre d'habitants est connue à travers les recensements de la population effectués dans la commune depuis 1793. Pour les communes de moins de 10 000 habitants, une enquête de recensement portant sur toute la population est réalisée tous les cinq ans, les populations de référence des années intermédiaires étant quant à elles estimées par interpolation ou extrapolation. Pour la commune, le premier recensement exhaustif entrant dans le cadre du nouveau dispositif a été réalisé en 2004.

En 2022, la commune comptait 288 habitants, en évolution de −6,19 % par rapport à 2016 (Seine-Maritime : +0,35 %, France hors Mayotte : +2,11 %).
| 1793 | 1800 | 1806 | 1821 | 1831 | 1836 | 1841 | 1846 | 1851 |
| ---- | ---- | ---- | ---- | ---- | ---- | ---- | ---- | ---- |
| 342  | 326  | 332  | 308  | 319  | 335  | 317  | 318  | 373  |

| 1856 | 1861 | 1866 | 1872 | 1876 | 1881 | 1886 | 1891 | 1896 |
| ---- | ---- | ---- | ---- | ---- | ---- | ---- | ---- | ---- |
| 320  | 341  | 389  | 347  | 347  | 338  | 320  | 328  | 353  |

| 1901 | 1906 | 1911 | 1921 | 1926 | 1931 | 1936 | 1946 | 1954 |
| ---- | ---- | ---- | ---- | ---- | ---- | ---- | ---- | ---- |
| 322  | 325  | 329  | 272  | 261  | 239  | 266  | 279  | 279  |

| 1962 | 1968 | 1975 | 1982 | 1990 | 1999 | 2004 | 2006 | 2009 |
| ---- | ---- | ---- | ---- | ---- | ---- | ---- | ---- | ---- |
| 241  | 255  | 243  | 230  | 211  | 239  | 305  | 326  | 315  |

| 2014 | 2019 | 2022 | - | - | - | - | - | - |
| ---- | ---- | ---- | - | - | - | - | - | - |
| 309  | 301  | 288  | - | - | - | - | - | - |

## Culture locale et patrimoine

### Lieux et monuments

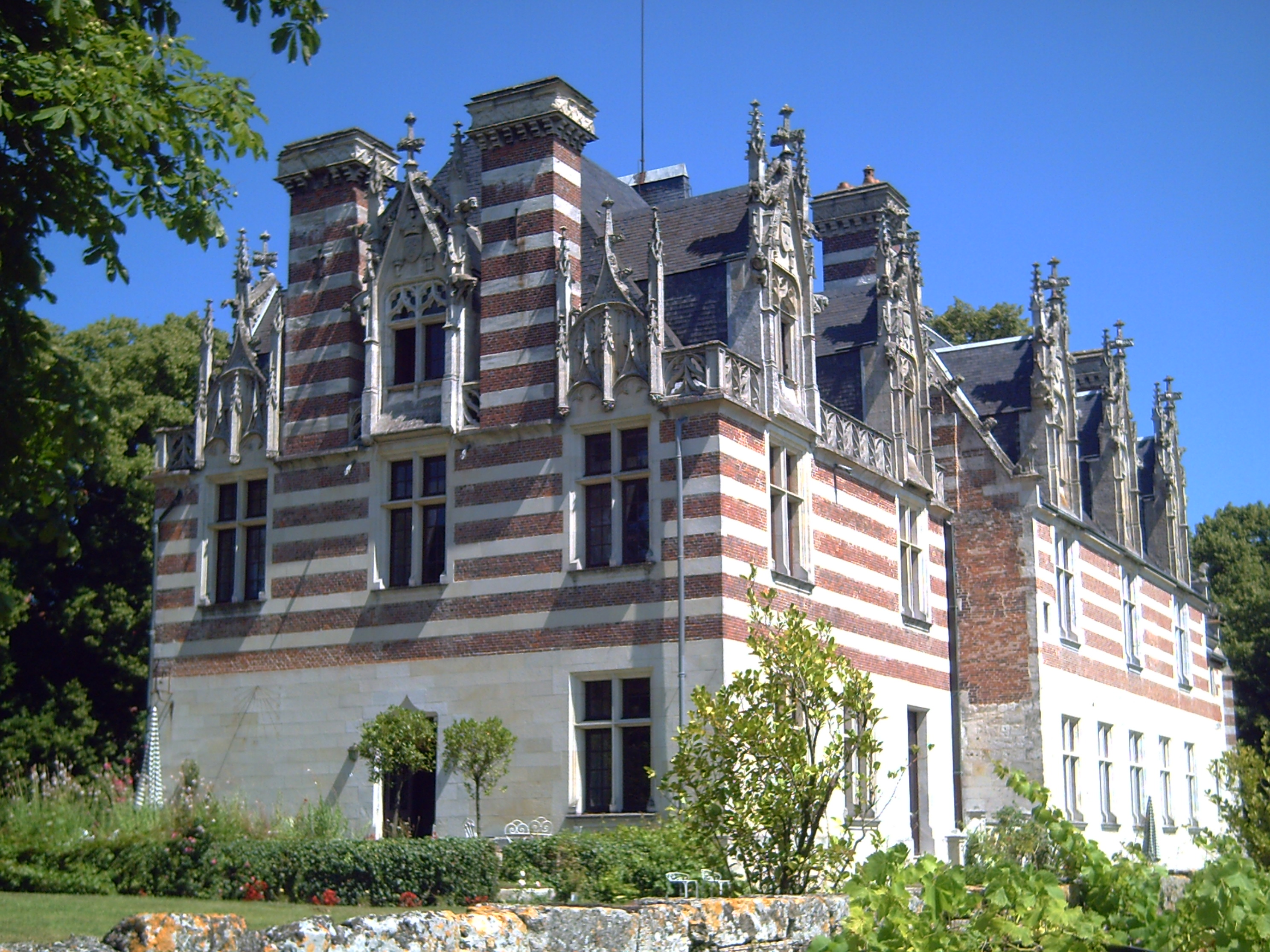
Château d'Ételan.

- Château du XVe siècle dans le style gothique flamboyant classé au titre des monuments historiques[34]
Le premier château d'Ételan, appartenant à Pierre Picart d'Etelan (mort à la bataille de l'Écluse en 1340), a été détruit pendant la guerre de Cent Ans. En 1494, Louis Picart d'Etelan reçoit 700 livres du duc d'Orléans pour réédifier sa maison. Le logis et la chapelle correspondent à cette campagne de construction. Le portail et la ferme ont été élevés au XVIIe siècle. Des bâtiments de la ferme ont été construits au XVIIIe siècle. En 1772, Joseph Belhomme, seigneur local, fait surmonter la cage d'escalier d'un étage visible sur des gravures anciennes. En 1867, madame de Bois-Hébert fait restaurer le logis dont le côté Sud-Ouest était complètement ruiné, supprimer la construction de 1772 et restituer la couverture et les lucarnes. Avant 1893, Simon, architecte à Rouen, entreprend une grande campagne de restauration avec construction d'un ouvrage d'entrée pour madame Auguste Desgenetais. La partie centrale du logis, détruite par un incendie en 1940, a été restaurée en 1968, les autres parties et la chapelle depuis 1975.

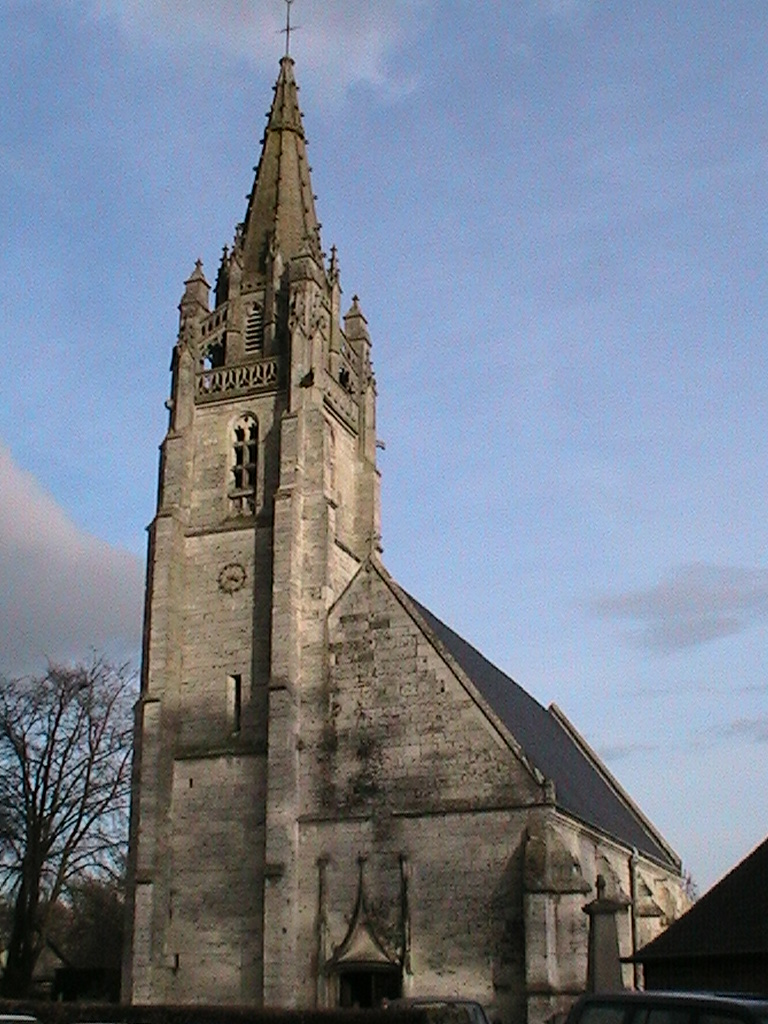
Église Saint-Maurice.

- Église Saint-Maurice, du XVe siècle, classée au titre des monuments historiques[35]. L'église actuelle a été construite à la fin du XVe siècle ou au début du XVIe siècle, en remplacement d'une première église située au lieu-dit Le Bois-Valois. En 1845, une baie a été percée par Semel, plâtrier à Lillebonne. La flèche a été reconstruite en 1899.

### Patrimoine naturel
Site classé
- L'ancien domaine d'Ételan,  Site classé (1990)[36] de 35,98 ha.

### Personnalités liées à la commune

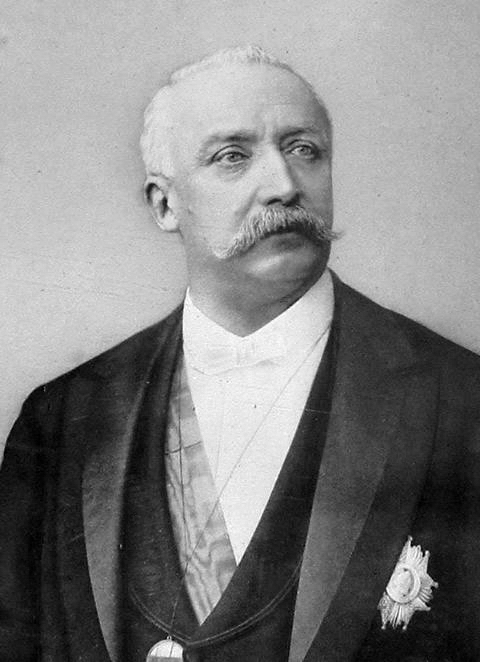
Félix Faure.

- Famille Picard, seigneur d'Ételan.
- Félix Faure (1841-1899), 7e président de République, propriétaire d'une résidence secondaire dans la commune.
- André Berge (1902-1995), petit-fils de Félix Faure, psycho-pédiatre, fondateur de la « Maison des parents », enterré dans le cimetière de la commune. Il a aussi publié un roman policier dans la collection « le masque » ayant pour titre Le Visiteur nocturne.
- Pierre Bettencourt (1917-2006), peintre, poète, voyageur et écrivain, né dans la commune.
- André Bettencourt (1919-2007), ancien ministre, né dans la commune.

### Héraldique
| Blason à dessiner | Ces armes peuvent se blasonner ainsi aujourd’hui : |

## Pour approfondir